# Ferrocarril de Midland
El Ferrocarril de Midland (nombre original en inglés: Midland Railway; abreviado como MR) fue una compañía de transporte ferroviario del Reino Unido fundada en 1844. Era una de las empresas ferroviarias más grandes de Gran Bretaña a principios del siglo XX y el mayor empleador en Derby, donde tenía su sede. Se fusionó con varios otros ferrocarriles para crear el Ferrocarril de Londres, Midland y Escocés propiciado por la Ley de Ferrocarriles de 1921.
Poseía una gran red de líneas que partían de Derby y se extendían hasta la Estación de Saint Pancras de Londres, Mánchester, Carlisle, Birmingham y el suroeste de Gran Bretaña. Se expandió tanto a través de adquisiciones como construyendo sus propias líneas. También operaba barcos desde Heysham en Lancashire a Douglas y Belfast. Una gran cantidad de la infraestructuras del Midland permanecen en uso y visible, como la Línea Principal de Midland y la Línea de Settle-Carlisle, y algunos de sus hoteles ferroviarios todavía llevan el nombre Midland Hotel.

## Historia

### Orígenes

Emblema de la compañía

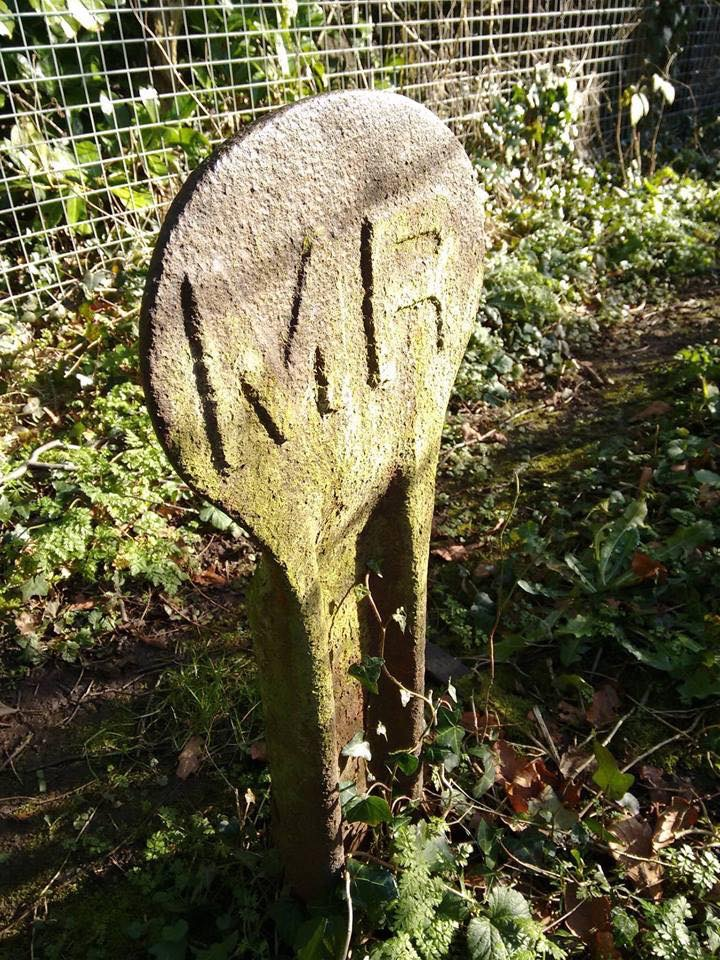
Hito delimitador del Ferrocarril de Midland

El Ferrocarril de Midland se originó en 1832 en los condados de Leicestershire y Nottinghamshire, con el propósito de atender a las necesidades de los propietarios de las minas de carbón locales.
La empresa se formó el 10 de mayo de 1844 mediante la fusión del Ferrocarril de Midland Counties, el Ferrocarril del Norte de Midland y el Ferrocarril de Birmingham y Derby Junction; y el Ferrocarril de Birmingham y Gloucester se unió dos años después. Las líneas convergían en la Estación de Derby Midland, donde el MR estableció sus talleres de locomotoras y más adelante su fábrica de coches y vagones.
A la cabeza de la compañía estaban George Hudson del Ferrocarril del Norte de Midland y John Ellis del Ferrocarril de los Condados de Midland. James Allport, del Ferrocarril de Birmingham y Derby Junction, se acomodó en el Ferrocarril de York, Newcastle y Berwick (otra parte del imperio de Hudson), aunque regresó posteriormente.
El MR estaba en una posición de liderazgo con su sede de Derby, donde se localizaba el cruce de las dos rutas principales de Londres a Escocia, y por sus conexiones con el Ferrocarril de Londres y Birmingham en el sur y desde York a través del Ferrocarril de York y del Norte de Midland en el norte.

### Consolidación

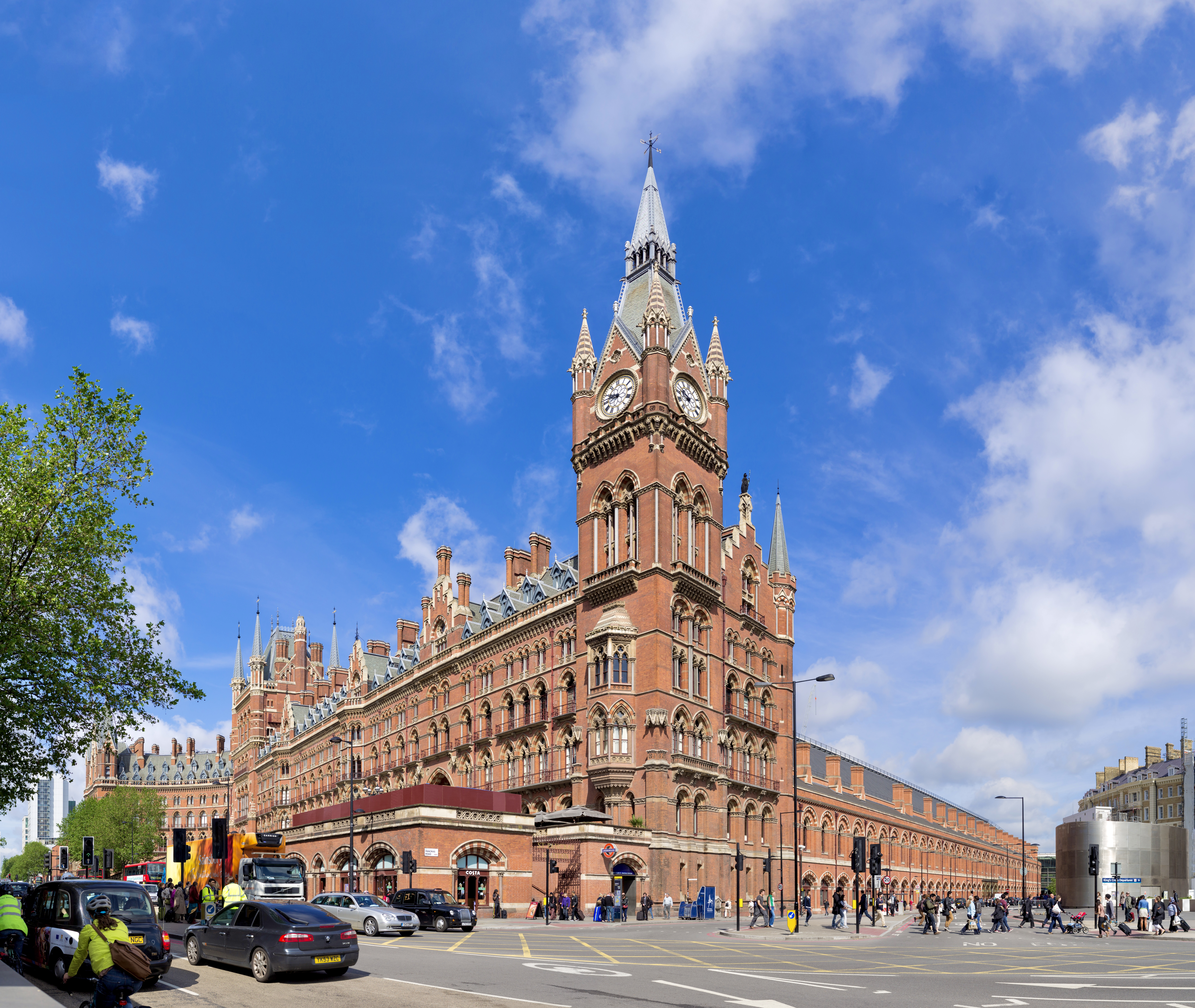
El St. Pancras Renaissance London Hotel en la estación de Saint Pancras, la terminal londinense del Ferrocarril de Midland

Casi inmediatamente se hizo cargo del Ferrocarril de Sheffield y Rotherham y de la Línea de Erewash Valley en 1845, dando acceso este último a las cuencas mineras de Nottinghamshire y Derbyshire. Absorbió el Ferrocarril de Mansfield y Pinxton en 1847, extendiendo la Línea del Valle de Erewash desde este último entre Chesterfield y Trent Junction en Long Eaton, completada hasta Chesterfield en 1862, dando acceso a las cuencas carboníferas que se convirtieron en su principal fuente de ingresos. Los pasajeros de Sheffield continuaron usando la estación de Rotherham Masborough hasta que se completó una ruta directa en 1870.
Mientras tanto, extendió su influencia a las cuencas carboníferas de Leicestershire, al comprar el Ferrocarril de Leicester y Swannington en 1846, y extenderlo a Burton en 1849.

### El Suroeste

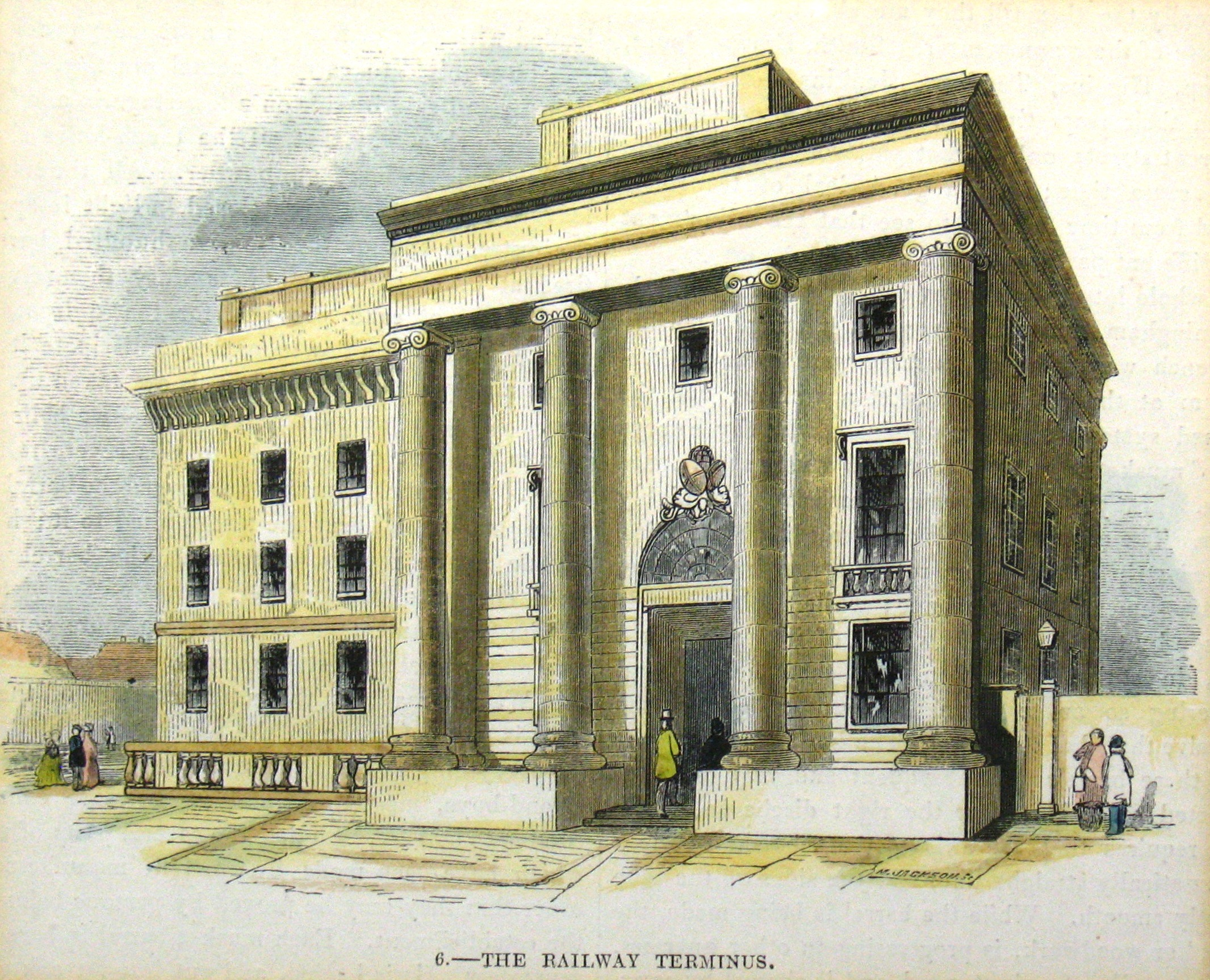
Estación de Curzon Street en Birmingham

Después de la fusión, los trenes de Londres empezaron a utilizar la ruta más corta del Ferrocarril de los Condados de Midland. El antiguo Ferrocarril de Birmingham y Derby Junction se quedó con el tráfico a Birmingham y Bristol, un importante puerto marítimo. La línea original de 1839 desde Derby había llegado a Hampton-in-Arden: el Ferrocarril de Birmingham y Derby Junction había construido una terminal en Lawley Street en 1842, y el 1 de mayo de 1851 el MR comenzó a llegar a la Estación de Curzon Street.
La línea sur era la del Ferrocarril de Birmingham y Bristol, que llegaba a Curzon Street a través de Camp Hill. Estas dos líneas se habían formado por la fusión del Ferrocarril de Birmingham y Gloucester (de ancho estándar) con el Ferrocarril de Bristol y Gloucester (de gran ancho).
Se encontraron en Gloucester a través de un enlace corto a través del Ferrocarril de Cheltenham y Unión con el Great Western. El cambio de ancho en Gloucester significaba el transbordo de viajeros y mercancías entre trenes, creando un cierto caos en la explotación ferroviaria, y el C&GWU pasó a ser propiedad del Great Western Railway, que deseaba ampliar su red haciéndose cargo de la ruta de Bristol a Birmingham. Mientras las dos partes discutían sobre el precio, John Ellis del MR escuchó a dos directores del Ferrocarril de Birmingham y Bristol en un tren de Londres discutiendo el negocio y les prometió que el MR igualaría cualquier precio que les ofreciera el Great Western.
Dado que habría traído la vía de gran ancho a Curzon Street, con la posibilidad de extenderla a Mersey, era algo que las otras líneas de vía de ancho estándar deseaban evitar, y se comprometieron a ayudar al MR con las pérdidas que pudiera sufrir. Finalmente, solo fue necesario que el proyectado LNWR compartiera su Estación de Birmingham en New Street con el Midland cuando se abrió en 1854, y que la Estación de Lawley Street se convirtiera en un depósito de mercancías.

### Competencia en el este
El MR controlaba todo el tráfico hacia el noreste y Escocia desde Londres, mientras que el Ferrocarril de Londres y del Noroeste avanzaba lentamente a través del Distrito de los Lagos y empezaba a notarse la presión para que se construyera una línea directa de Londres a York. Se había obtenido permiso para que el Ferrocarril del Norte y del Este pasara por Peterborough y Lincoln, pero apenas había llegado a Cambridge.
Dos extensiones obvias de la línea de los Condados de Midland fueron de Nottingham a Lincoln y de Leicester a Peterborough. No se habían construido todavía, pero Hudson vio que serían "tapones" ideales: si las ciudades en cuestión contaran con un servicio ferroviario, sería más difícil justificar otra línea. Fueron aprobados estando aún en trámite parlamentario el proyecto de ley de la línea directa, formando las actuales Línea de Nottingham a Lincoln y Línea de Syston a Peterborough.
El Ferrocarril de Leeds y Bradford había sido aprobado en 1844. En 1850 estaba perdiendo dinero, pero varios ferrocarriles se ofrecieron a comprarlo. Hudson hizo una oferta más o menos por su cuenta y la línea le dio al MR una salida hacia el norte, que se convirtió en el comienzo de la línea de Settle y Carlisle, y también le permitió disponer de una estación mucho mejor ubicada en Leeds Wellington.
A pesar de las objeciones de Hudson en nombre del MR y de otras compañías, el Ferrocarril de Londres y York (más tarde conocido como el Great Northern Railway) dirigido por Edmund Denison persistió, y el proyecto de ley pasó por el Parlamento en 1846.

### La batalla de Nottingham
En 1851, el Ferrocarril de Ambergate, Nottingham, Boston y la Conexión del Este (ANB&EJR) completó su línea desde Grantham hasta Colwick, desde donde un ramal conducía a la estación en Nottingham del MR. El Great Northern Railway (GN) por entonces había alcanzado Grantham y ambas compañías ferroviarias intentaron atraerse a la nueva línea. Mientras tanto, la ciudad de Nottingham se había dado cuenta de su posición en un ramal y estaba ansiosa por expandirse. El MR hizo una oferta de adquisición solo para descubrir que un inversor del GN ya había reunido una cantidad considerable de acciones del Ferrocarril de Ambergate. Ellis frustró un intento de fusionar la línea con el GN, y logró obtener una Orden de la Cancillería evitando que el GN se estableciera en Nottingham. Sin embargo, el GN abrió en 1851 un nuevo servicio hacia el norte que incluía a Nottingham.
En 1852 llegó a Nottingham un tren del ANB&EJR con una locomotora del GN a la cabeza. Cuando se desacopló y fue a dar la vuelta al tren, encontró su camino bloqueado por una máquina del MR, mientras que otra bloqueaba su retirada. La locomotora fue conducida a un cobertizo cercano, y a continuación se levantaron las vías. Este episodio se conoció como la "Batalla de Nottingham" y, con la acción trasladada a la sala del tribunal, pasaron siete meses antes de que se liberase la locomotora.

### La Confederación de Euston Square
El Ferrocarril de Londres y Birmingham y su sucesor, el Ferrocarril de Londres y del Noroeste, habían estado bajo presión desde dos direcciones. En primer lugar, el Great Western Railway había sido frustrado en su intento de llegar a Birmingham a través del Midland, pero todavía tenía planes para llegar a Mánchester. Al mismo tiempo, el LNWR estaba amenazado por los intentos del GN de llegar a Mánchester por el Ferrocarril de Mánchester, Sheffield y Lincolnshire.

### Acceso a Londres

#### Estación de King's Cross 1857-1868

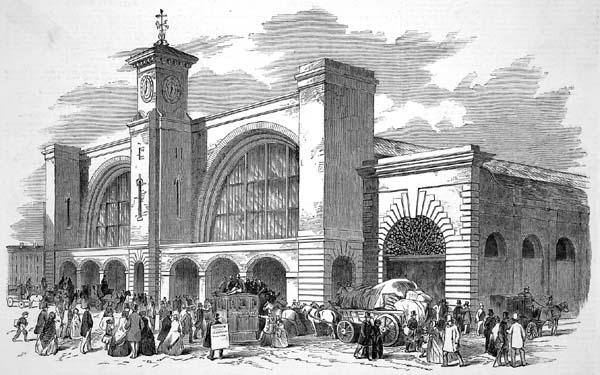
Una ilustración de King's Cross de 1852, poco antes de poder ser usada por el Ferrocarril de Midland

En 1850, el MR, aunque en una posición mucho más segura, seguía siendo una línea provincial. Ellis se dio cuenta de que si quería defenderse de sus competidores, debía expandirse hacia otras zonas de Gran Bretaña. El primer paso, en 1853, fue nombrar a James Allport como director general, y el siguiente fue evitar su dependencia del LNWR para acceder a Londres a través de la Estación de Euston.
Aunque en 1847 se había aprobado un proyecto de ley para ejecutar una línea de Hitchin a King's Cross junto con el GN, la obra no se había materializado. 
El proyecto de ley se volvió a presentar en 1853 con el apoyo de la gente de Bedford, cuya rama del LNWR era lenta y poco fiable, y contando con las necesidades de transporte del mineral procedente de los depósitos de hierro de Northamptonshire.
El Ferrocarril de Leicester y Hitchin circulaba desde Wigston hasta Market Harborough, a través de Desborough, Kettering, Wellingborough y Bedford, donde se tomaba la Línea de Bedford a Hitchin, uniéndose al GN en Hitchin hacia King's Cross. La línea comenzó su vida en una propuesta presentada a los accionistas por George Hudson el 2 de mayo de 1842 como: "Conferir 600.000 libras esterlinas a Compañía del Ferrocarril del Sur de Midland en su línea de Wigston a Hitchin", una década completa antes de su realización. El retraso se debió en parte a la retirada del interés del GN en los planes de su competidor, el Ferrocarril de Bedford y Leicester, después de que el Midland comprara el Ferrocarril de Leicester y Swannington y el Canal y Tranvía de Ashby, que debían haber sido las líneas que le suministrasen tráfico. Con la competencia frustrada, había menos prisa por terminar esta línea, así como sus ramales a Huntingdon (desde Kettering) y Northampton (desde Bedford). Ambos ramales fueron construidos posteriormente por empresas independientes.
Si bien esta situación eliminó parte de la presión de la ruta a través de Rugby, el GNR insistió en que los pasajeros a Londres se apearan en Hitchin, comprando billetes en el poco tiempo disponible, para tomar un tren del GNR para terminar su viaje en King's Cross. James Allport concertó un contrato de siete años con el GN para llegar a King's Cross por 20.000 libras esterlinas garantizadas al año (unos 2.03 millones de £ actualizadas). Los servicios directos a Londres se introdujeron en febrero de 1858. La construcción del Ferrocarril de Leicester y Hitchin costó 1.750.000 libras (unos 187 millones de £ actualizadas).

#### Acceso a St Pancras en 1868

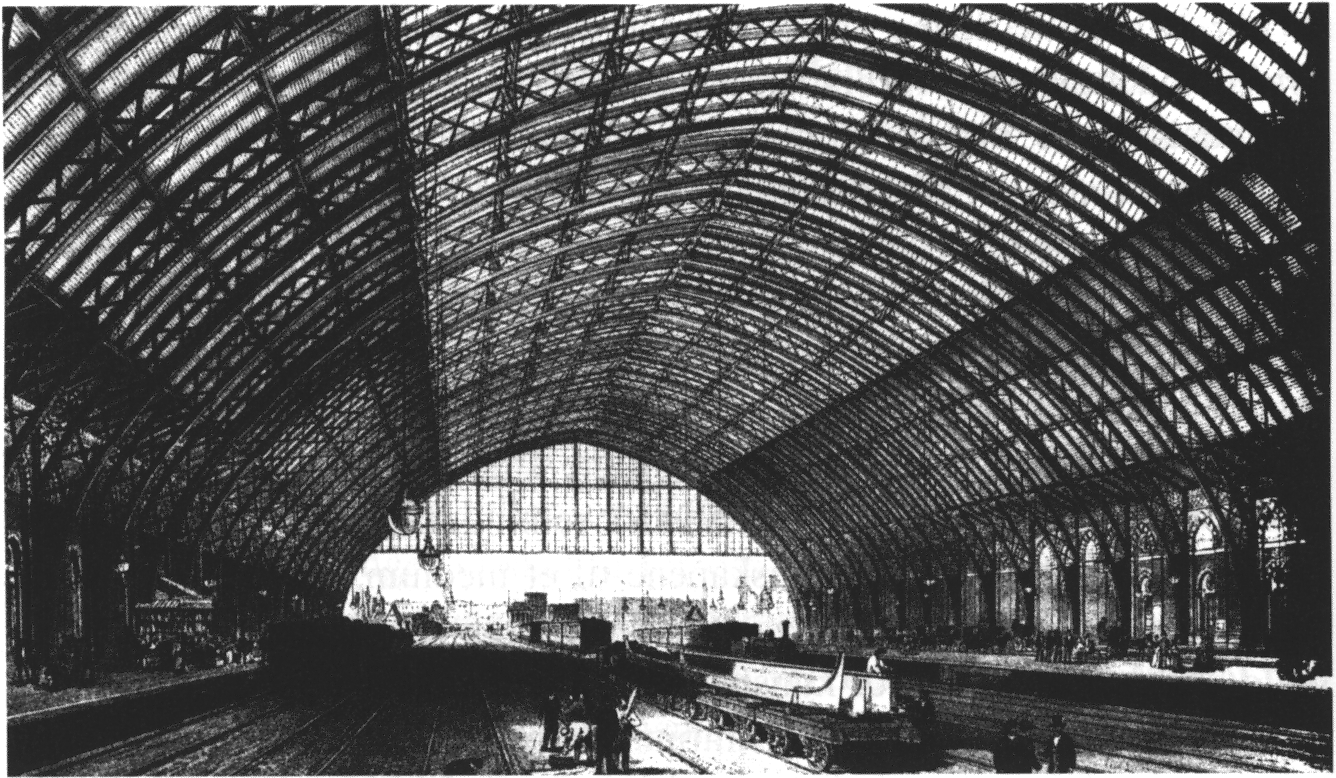
Interior de la cubierta de la estación de St. Pancras hacia 1870, proyectada por William Barlow

En 1860, el MR estaba en una posición mucho mejor y podía abordar nuevas empresas de manera agresiva. Su transporte de carbón y hierro, así como de cerveza desde Burton upon Trent, se había triplicado y el número de pasajeros aumentaba, al igual que en el GN. Dado que los trenes del GN tenían prioridad en sus propias líneas, los trenes de pasajeros del MR se retrasaban cada vez más. Finalmente, en 1862 se tomó la decisión de que el MR tuviera su propio terminal en Londres, como correspondía a un ferrocarril nacional.
El 22 de junio de 1863, se aprobó el proyecto de ley del Ferrocarril de Midland (Extensión a Londres):
"Una ley para la construcción por parte de Ferrocarril de Midland Company de una nueva línea de ferrocarril entre Londres y Bedford, con ramales de la misma; y para otros fines".
La nueva línea se desvió en Bedford, a través de un trazado a través de Chiltern Hills en Luton, llegando a Londres haciendo una curva alrededor de Hampstead Heath hasta un punto entre King's Cross y Euston. La línea desde Bedford a Moorgate abrió para los servicios de pasajeros el 13 de julio de 1868 con servicios a la Estación de Saint Pancras a partir del 1 de octubre de 1868.
La Estación de Saint Pancras es un notable ejemplo de arquitectura neogótica, acorde con el St. Pancras Renaissance London Hotel diseñado por Gilbert Scott, que está frente a Euston Road, así como con la gran cubierta de hierro forjado diseñada por William Barlow. Su construcción no fue sencilla, ya que hubo que acercarse por el antiguo cementerio de la antigua iglesia de Saint Pancras. Por debajo cruzaba el sistema de alcantarillado de Londres, mientras que un ramal de la línea principal discurría bajo tierra por debajo de la estación con una fuerte pendiente para unirse al Ferrocarril Metropolitano, que corría paralelo a lo que ahora es Euston Road.
La construcción del Ferrocarril de Extensión a Londres costó 9.000.000 de libras (unos 862 millones de £ actualizados).

### A Mánchester

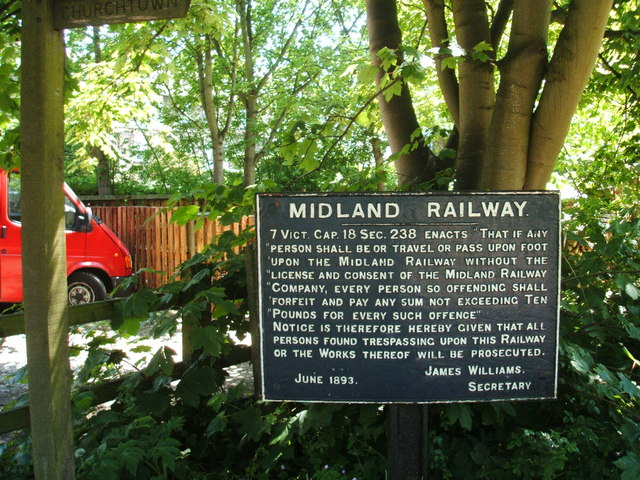
Cartel del MR en la Estación de Rowsley, incluida en el ferrocarril patrimonial de Peak Rail

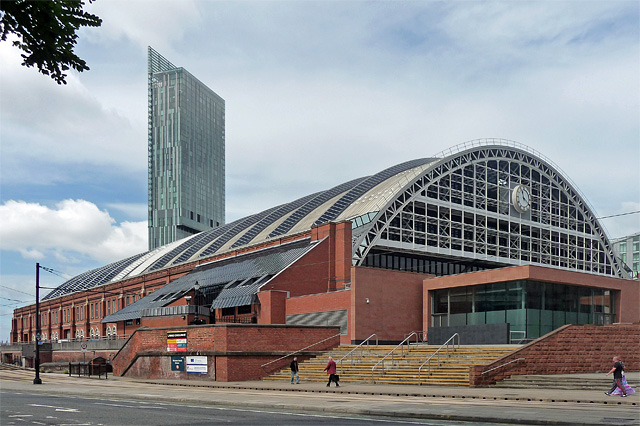
La cubierta de la Estación Central de Mánchester (monumento de Grado II*), terminal norte del Ferrocarril de Midland

Desde la década de 1820 se habían planteado propuestas para tender una línea desde Londres hacia las Midlands del Este, y se había considerado usar el Ferrocarril de Cromford y High Peak para llegar a Mánchester.
Finalmente, el MR se unió al Ferrocarril de Mánchester y Birmingham (M&BR), que también buscaba una ruta a Londres desde Mánchester, en una propuesta de línea desde Ambergate. El Ferrocarril de Mánchester, Buxton, Matlock y la Conexión con las Midlands, recibió el Asentimiento Real en 1846, a pesar de la oposición del Ferrocarril de Sheffield, Ashton-Under-Lyne y Mánchester. Se completó hasta Rowsley, unas pocas millas al norte de Matlock en 1849. Sin embargo, el M&BR se había convertido en parte del LNWR en 1846, por lo que, en lugar de ser un socio, tenía interés en frustrar el planteamiento del Midland.
En 1863 el MR llegó a Buxton, justo cuando el LNWR llegaba desde la otra dirección por el Ferrocarril de Stockport, Disley y Whaley Bridge. En 1867, el MR inició una línea alternativa a través de Wirksworth (ahora el Ferrocarril de Ecclesbourne Valley), para evitar el problema de la Línea de Ambergate. La sección de Wirksworth a Rowsley, que habría implicado una ingeniería complicada, no se completó porque el MR obtuvo el control de la línea original en 1871, pero el acceso a Mánchester todavía estaba bloqueado en Buxton. Finalmente, se llegó a un acuerdo con el Ferrocarril de Mánchester, Sheffield y Lincolnshire (MS&LR) para compartir líneas desde un ramal en Millers Dale y que discurría casi junto al LNWR, en lo que se conoció como el Comité de los Ferrocarriles de Sheffield y de Midland.
La fricción continua con el LNWR hizo que el MR se uniera al MS&LR y al GN en el Comité de las Líneas de Chesire, lo que también dio lugar a una expansión más amplia en Lancashire y Cheshire, y finalmente una nueva estación conocida como Mánchester Central.
Mientras tanto, Sheffield había obtenido por fin una estación principal. Tras las representaciones del consejo en 1867, el MR prometió construir una línea directa en dos años. Para sorpresa del MR, los concejales de Sheffield respaldaron una propuesta especulativa e improbable llamada Ferrocarril de Sheffield, Chesterfield, Bakewell, Ashbourne, Stafford y Uttoxeter. Como era de esperar, esta postura fue rechazada por el Parlamento y el Midland construyó su "New Road" con una estación en Pond Street.
Entre las últimas de las principales líneas construidas por el MR se encontraba una conexión entre Sheffield y Manchester, mediante un ramal desde Dore a Chinley, inaugurado en 1894 a través de los túneles de Totley y de Cowburn, ahora en la Línea de Hope Valley.

### A Escocia

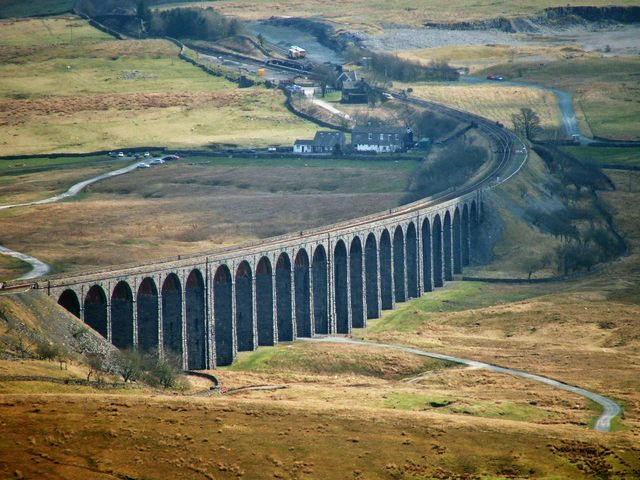
El viaducto de Ribblehead, un reconocible elemento del Ferrocarril de Settle-Carlisle

En la década de 1870, una disputa con el Ferrocarril de Londres y del Noroeste (LNWR) sobre los derechos de acceso a la línea del LNWR a Escocia hizo que el MR construyera la Línea de Settle y Carlisle, la línea principal más alta de Inglaterra, para asegurar el acceso a Escocia.

La disputa con el LNWR se resolvió antes de que se construyera la Línea de Settle y Carlisle, pero el Parlamento se negó a permitir que el MR se retirara del proyecto. El MR también estaba bajo la presión de las compañías ferroviarias escocesas, que esperaban ansiosamente que el tráfico del Midland llegara a Carlisle, ya que esta circunstancia les permitiría desafiar el dominio del Ferrocarril de Caledonia en el tráfico de la costa oeste a Glasgow y Edimburgo. El Ferrocarril de Glasgow y del Suroeste tenía su propia ruta de Carlisle a Glasgow a través de Dumfries y Kilmarnock, mientras que el Ferrocarril del Norte Británico había construido la Línea de Waverley a través de la frontera escocesa de Carlisle a Edimburgo. El MR se vio obligado a seguir adelante y el trayecto de Settle a Carlisle abrió sus puertas en 1876.

### Historia posterior

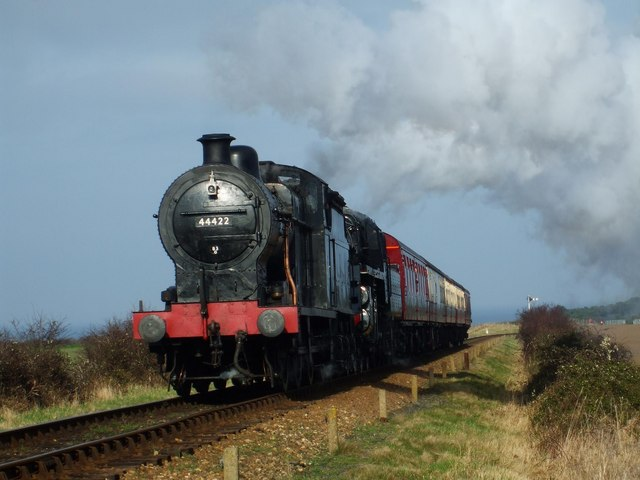
Locomotora del Midland recorriendo las vías del Ferrocarril del Norte de Norfolk, una vez parte del M&GN, parcialmente propiedad del Midland

La Línea Directa de Nottingham del Ferrocarril de Midland se abrió al tráfico de mercancías el 1 de diciembre de 1879 y al tráfico de pasajeros el 1 de marzo de 1880.
A mediados de la década se había recuperado la inversión, y los viajes de pasajeros iban en aumento, con nuevos y cómodos trenes. El pilar de la línea seguían siendo las mercancías, con un espectacular aumento del transporte de minerales.
Allport se retiró en 1880, para ser sucedido por John Noble y luego por George Turner. Al comenzar el nuevo siglo, el gran número de trenes de mercancías (en particular los que transportaban carbón), amenazaba con obstruir la red, y el servicio de pasajeros estaba adquiriendo fama de impuntual. Lord Farrar reorganizó los expresos, pero en 1905 todo el sistema estaba tan sobrecargado era imposible predecir cuándo llegarían muchos de los trenes a sus destinos. En este punto, Sir Guy Granet asumió el cargo de gerente general. Introdujo un sistema de control de tráfico centralizado y las clasificaciones de potencia de las locomotoras, sistemas que se convertirían en el modelo utilizado por los Ferrocarriles Británicos.

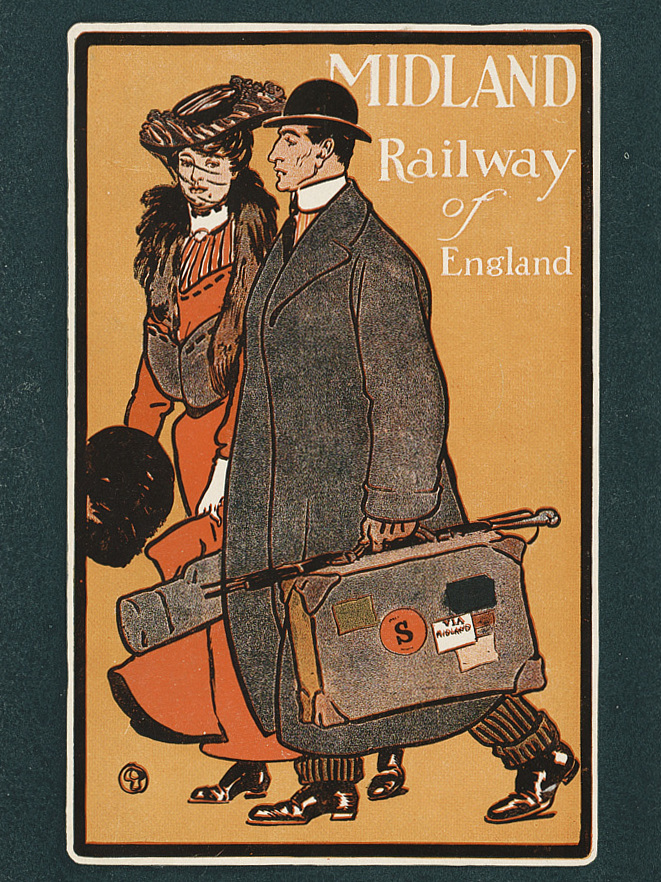
Cartel anunciador del Ferrocarril de Midland de Inglaterra

El MR adquirió otras líneas, incluido el Ferrocarril de Belfast y los Condados del Norte en 1903 y el Ferrocarril de Londres, Tilbury y Southend en 1912. Tenía derechos de circulación en algunas líneas y desarrolló servicios en asociación con otros ferrocarriles, participando en más trayectos 'conjuntos' que cualquier otra compañía. En asociación con el GN, era propietaria del Ferrocarril de Midland y de la Gran Conexión del Norte para proporcionar enlaces desde las Midlands a East Anglia, el ferrocarril conjunto más grande del Reino Unido. El MR proporcionó fuerza motriz para el Ferrocarril de Somerset & de la Conexión de Dorset y fue uno de los tres socios del Comité de Líneas de Chesire.
En 1913, la empresa obtuvo unos ingresos totales de 15.129.136 libras esterlinas (unos 1.58 mil millones de £ actualizados) con gastos de explotación de 9.416.981 libras esterlinas (unos 986 millones de £ actualizados).

## Primera Guerra Mundial y la agrupación de líneas
Con el inicio del Primera Guerra Mundial en 1914, se impuso el control gubernamental unificado del Midland y de todos los ferrocarriles de líneas principales a través del Comité Ejecutivo Ferroviario. El Midland mantuvo su independencia del sector privado, recibiendo ingresos para igualar los niveles de 1913, pero la guerra exigió el transporte de grandes volúmenes de tráfico militar, en gran parte de carga, con pocas oportunidades para mantener la red y el material rodante.
Al final de la guerra, los ferrocarriles estaban desgastados y era obvio que la reanudación del negocio de antes de la guerra era imposible. El Gobierno aprobó la Ley de Ferrocarriles de 1921, por la que todos los ferrocarriles de la línea principal se fusionaron en una u otra de las cuatro nuevas grandes empresas, en un proceso conocido como "Agrupación". El Ferrocarril de Midland fue un componente del nuevo Ferrocarril de Londres, Midland y Escocés (LMS) desde principios de 1923, convirtiéndose por entonces en la sociedad anónima más grande del mundo.

## Adquisiciones
- Canal de Ashby y Tranvía (absorbido en 1846)
- Ferrocarril de Barnoldswick (alquilado en 1871, absorbido en 1899)[28]
- Ferrocarril de Bedford y Northampton (alquilado en 1872, absorbido en 1885)[29]
- Comité de los Condados del Norte (en Irlanda)
- Ferrocarril de Birmingham y Gloucester (alquilado en 1845, absorbido en 1846)[30]
- Ferrocarril Suburbano del Oeste de Birmingham (absorbido en 1875)
- Ferrocarril de Bristol y Gloucester (absorbido en 1846)[31]
- Ferrocarril Ligero de Burton y Ashby (alquilado en 1906)[32]
- Ferrocarril de Chesterfield y Brampton (absorbido en 1871)
- Canal de Cromford (absorbido en 1871)[33]
- Ferrocarril de Dore y Chinley (absorbido en 1888)
- Ferrocarril de Erewash Valley (absorbido en 1845)
- Ferrocarril de Evesham y Redditch (alquilado en 1868, absorbido en 1882)
- Hemel Hempsted (alquilado en 1877, absorbido en 1886)
- Ferrocarril de Hereford, Hay y Brecon (alquilado en 1869, absorbido en 1886)
- Ferrocarril de Keighley y Worth Valley (absorbido en 1881)
- Ferrocarril de Kettering, Thrapston y Huntingdon (absorbido en 1897)
- Ferrocarril de Leeds y Bradford (alquilado en 1846, absorbido en 1851)
- Ferrocarril de Leeds y Bradford Extensión (absorbido en 1851)
- Ferrocarril de Leicester y Swannington (absorbido en 1846)
- Ferrocarril de Londres, Tilbury y Southend (comprado en 1912, fusionado en 1920)
- Ferrocarril de Mánchester, Buxton, Matlock y de la Conexión con el Midland (alquilado en 1852, absorbido en 1871)
- Ferrocarril del Distrito Sur de Mánchester (absorbido en 1877)
- Ferrocarril de Mansfield y Pinxton (absorbido en 1848)[34]
- Ferrocarril de Midland y de la Conexión Suroeste (absorbido en 1874)
- Noroeste (también conocido como "Little" North Western; arrendado en 1859)
- Ferrocarril del Canal de Oakham (absorbido en 1846)
- Ferrocarril de Redditch (alquilado en 1858, absorbido en 1874)
- Ferrocarril de Sheffield y Rotherham (absorbido en 1845)
- Ferrocarril de Stonehouse y Nailsworth (absorbido en 1886)[35]
- Ferrocarril de Swansea Vale (alquilado en 1874, absorbido en 1876)
- Ferrocarril de Syston y Peterborough (absorbido en 1846)[36]
- Ferrocarril de Tewkesbury y Malvern (absorbido en 1876)
- Ferrocarril de Wolverhampton y Walsall (absorbido en 1876)[37]
- Ferrocarril de Wolverhampton, Walsall y de Conexión con el Midland (absorbido en 1874)[37]

## Embarcaciones
El MR operaba barcos desde Heysham a Douglas y Belfast.

## Emblemas
El escudo de armas combina los símbolos de Birmingham, Derby, Bristol, Leicester, Lincoln y Leeds. El guiverno, un dragón bípedo legendario, fue utilizado ampliamente como emblema por el Midland, habiéndolo heredado del Ferrocarril de Leicester y Swannington. El MR, que usó un guiverno "sin piernas" coronando su emblema, afirmó que el "era el estandarte del Reino de Mercia", y que figuraba en "un cantón del escudo de armas de la ciudad de Leicester". El símbolo aparecía en todo, desde los edificios de la estación y los puentes hasta la porcelana, la cubertería y los orinales de los hoteles, y todos los empleados uniformados lo llevaban en una insignia plateada. Sin embargo, en 1897 la revista Railway señaló que parecía "no haber ninguna base de que el guiverno estuviera asociado con el Reino de Mercia". En cambio, se sabe que ha estado asociado con Leicester desde la época de Tomás Plantagenet (c. 1278-1322), el señor más poderoso de las Midlands, quien lo usó como su emblema personal, y se identificó durante una revisión heráldica como símbolo de la ciudad desde 1619.

## Accidentes e incidentes
- En junio de 1850 explotó la caldera de una locomotora en la Estación de Kegworth, Nottinghamshire.[42]
- En 1850, un tren chocó por detrás con otro tren en la estación de Woodlesford, en Yorkshire. La causa fue una señal que no se encendía por la noche.[43]
- En 1853, la caldera de una locomotora explotó mientras transportaba un tren de carga cerca de Bristol, Gloucestershire.[42]
- El 28 de agosto de 1875, un tren de pasajeros rebasó las señales y chocó por detrás con otro tren en Kildwick, Yorkshire. Siete personas murieron y 39 resultaron heridas.[43]
- El 11 de agosto de 1880, un tren de pasajeros descarriló en Wennington, Lancashire. Ocho personas murieron y 23 resultaron heridas.[43]
- El 19 de agosto de 1880, un tren de pasajeros se detuvo dentro del túnel de Blea Moor, Yorkshire, debido a una tubería de freno defectuosa. Un tren expreso de pasajeros rebasó las señales y causó un alcance a baja velocidad.[43]
- El 27 de agosto de 1887, un tren expreso de pasajeros rebasó las señales y chocó con un tren de carga que estaba siendo maniobrado en la Estación de Wath, Yorkshire. Veintidós personas resultaron heridas.[44]

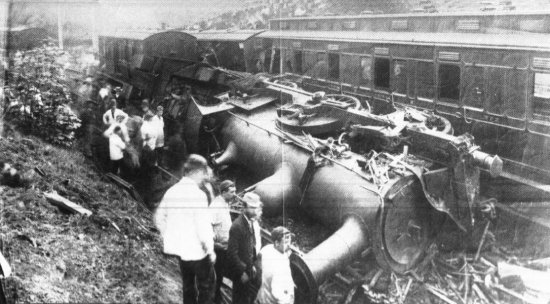
Choque de trenes en Esholt Junction

- El 9 de junio de 1892, un tren de pasajeros rebasó las señales y chocó con otro en Esholt Junction, Yorkshire. Cinco personas murieron y 30 resultaron heridas.
- El 3 de diciembre de 1892, un tren de carga se estrelló en Wymondham Junction, Leicestershire y dañó gravemente la caja de señales.[45]

- El 2 de septiembre de 1898, un tren expreso de pasajeros descarriló en Wellingborough, Northamptonshire debido a un carro que se había caído desde un andén a la vía. Siete personas murieron y 65 resultaron heridas.
- El 24 de julio de 1900, un tren de pasajeros descarriló en Amberswood, Lancashire. Una persona resultó muerta.[46]
- El 1 de diciembre de 1900, un tren de carga descarriló en Peckwash, cerca de Duffield (Derbyshire).[47]
- El 23 de diciembre de 1904, un tren expreso de pasajeros descarriló en Aylesbury, Buckinghamshire debido a exceso de velocidad en una curva. Otro tren expreso de pasajeros chocó con los restos a baja velocidad. Cuatro personas murieron.[43]
- El 19 de enero de 1905, un tren expreso de pasajeros rebasó las señales y chocó con un tren de pasajeros en Cudworth, Yorkshire. Siete personas murieron.[44]
- En junio de 1907, un tren de equipajes descarriló en Silkstream Junction después de que el conductor leyera mal las señales.[48]

- El 24 de diciembre de 1910, un tren expreso de pasajeros chocó por detrás con dos locomotoras ligeras cerca del túnel de Moorcock, al sur de la cumbre de Ais Gill, debido a errores del señalero en Hawes Junction y de la tripulación de las locomotoras ligeras. El tren descarriló y se incendió. Doce personas murieron y diecisiete resultaron heridas.[49]

- El 2 de septiembre de 1913, un tren de pasajeros rebasó una señal y chocó por detrás con otro tren de pasajeros entre Mallerstang y Ais Gill, es decir, al norte de la cumbre de Ais Gill. Dieciséis personas murieron y 38 resultaron heridas.

## Personas notables
| Presidentes - George Hudson 1844-1849 - John Ellis 1849-1856 - William Evans Hutchinson1864-1870 - William Philip Price 1870 - 1873 - Edward Shipley Ellis 1873-1879 - Matthew William Thompson 1880-1890 - (George) Ernest Paget 1890-1911 - George Murray Smith 1911-1919 - Charles Booth 1919 - 1922 - (William) Guy Granet 1922-1923 | Gerentes Generales - Joseph Sanders 1849-1853 (luego Secretario) - James Joseph Allport 1853-1857 - W. L. Newcombe 1857-1860 - James Joseph Allport 1860-1880 - John Noble 1880-1892 - George Henry Turner 1892 - 1901 - John Mathieson 1901 - 1905 - (William) Guy Granet 1905-1918 - Frank Tatlow 1918 - 1922 (anteriormente director general adjunto) | Superintendentes de locomotoras e ingenieros mecánicos en jefe - Matthew Kirtley 1844-1873 (LS) - Samuel Waite Johnson 1873-1904 (LS) - Richard Deeley 1904-1909 (CME) - Henry Fowler 1909-1923 (CME) - James Anderson 1915-1919 (temporal) Ingenieros residentes - William Henry Barlow 1842-1857 (luego Ingeniero Consultor) | Arquitectos en jefe - John Holloway Sanders c.1854-1884 - Charles Trubshaw 1884-1905 Abogados - Samuel Carter MP 1835-1868 |